# الريس عمر حرب (فلم)
الريس عمر حرب هو فيلم دراما مصري من إنتاج عام 2008، الفيلم من إخراج خالد يوسف، وكتابة هاني فوزي، ومن بطولة هاني سلامة، وخالد صالح، وسمية الخشاب، وغادة عبد الرازق. تدور أحداث الفيلم داخل صالة قمار، ويصف طريقة حياة الأشخاص الذين يعملون في هذا المكان ويناقش الفيلم العديد من القضايا الاجتماعية والسياسية.

## قصة الفيلم
كازينو للقمار للأجانب يديره «عمر حرب» وهو ذو حضور طاغ، يلتحق بالعمل لديه شاب هادئ يريد نقود لاتمام زواجه، فتهجره خطيبته وأسرته لعمله بالكازينو. يتفوق في عمله فيعجب به المدير ويصطفيه برغم قيامه بالغش لكى يوفر نقود لفاتنة تتردد على المكان ويحبها وفي نفس الوقت يقيم علاقة مع غانية تعمل بالكازينو. تعذبه اخطاوءه فيقرر الاعتراف للمدير الذي يصرح له ان كل مايحدث انما هو بعلمه وانه المتحكم في كل من حوله.

## طاقم التمثيل
- هاني سلامة بدور خالد
- خالد صالح بدور عمر حرب
- سمية الخشاب بدور حبيبة
- غادة عبد الرازق بدور زينة
- محمد كريم بدور عماد
- نانسي إبراهيم
- رؤوف مصطفى بدور عارف
- عبد الله مشرف بدور الشيخ نور
- ريم هلال بدور سميحة
- بهجت الجبوري بدور يحيى الدهان
- ماهر سليم
- محمد علي الدين
- رودينا فهمي
- عمرو مندور
- صبري فهمي
- عمر زهران
- نيفين ماهر

## انتقادات
أثارت المشاهد الجنسية الصريحة التي احتواها الفيلم حفيظة الكثير من الجمهور وأن الفيلم لا يضم موضوع مفيد حيث أن حياة المقامرين لا تشكل أهمية بالنسبة للجمهور لأن المقامرين فئة منبوذة في المجتمع
ولكن خالد يوسف رد على منتقدي الفيلم بقوله أن هذه المشاهد خاصة التي قدمتها سمية الخشاب تعمدت من خلالها الإسقاط بشكل غير مباشر على اغتصاب بغداد 

## وصلات خارجية
- مقالات تستعمل روابط فنية بلا صلة مع ويكي بيانات
- نظرة على الفيلم من موقع نجوم إف إم
- الفيلم يعرض في أكثر من دولة عربية خبر من جريدة القبس الكويتية